# Neurocrassus serbicus
Neurocrassus serbicus is een insect dat behoort tot de orde vliesvleugeligen (Hymenoptera) en de familie van de schildwespen (Braconidae). De wetenschappelijke naam van de soort werd voor het eerst geldig gepubliceerd door Brajkovic, Curcic & Nikolic in 2006.